# Кашуэйру-ди-Итапемирин
Кашуэйру-ди-Итапемирин (порт. Cachoeiro de Itapemirim)  —  муниципалитет в Бразилии, входит в штат Эспириту-Санту. Составная часть мезорегиона Юг штата Эспириту-Санту. Входит в экономико-статистический  микрорегион Кашуэйру-ди-Итапемирин. Население составляет 195 288 человек на 2007 год. Занимает площадь 876,792 км². Плотность населения — 222,7 чел./км².

## История
Город основан 11 ноября 1890 года.

## Статистика
- Валовой внутренний продукт на 2005 составляет 1.747.357.528,00 реалов (данные: Бразильский институт географии и статистики).
- Валовой внутренний продукт на душу населения на 2005 составляет 8.979,00 реалов (данные: Бразильский институт географии и статистики).
- Индекс развития человеческого потенциала на 2000 составляет 0,770 (данные: Программа развития ООН).

## География
Климат местности: тропический. В соответствии с классификацией Кёппена, климат относится к категории Aw.